# گریس رپ
گریس رپ (انگلیسی: Grace Rapp؛ زادهٔ ۶ ژوئیهٔ ۱۹۹۵) بازیکن فوتبال اهل انگلستان است که در پست هافبک بازی می‌کند. او به صورت حرفه‌ای در ایسلند و فرانسه بازی کرده است.
وی همچنین در تیم ملی فوتبال زیر ۱۹ سال زنان انگلستان بازی کرده است.